# Labium longiceps
Labium longiceps là một loài tò vò trong họ Ichneumonidae.